# 1937-es magyar úszóbajnokság
Az 1937-es magyar úszóbajnokság legtöbb versenyszámát augusztusban rendezték meg a Nemzeti Sportuszodában, a Horthy-kupa válogatott vízilabdatorna keretén belül.

## Eredmények

### Férfiak
| Versenyszám                                     | Arany                                                                     | Arany   | Ezüst                                              | Ezüst   | Bronz                                              | Bronz   |
| ----------------------------------------------- | ------------------------------------------------------------------------- | ------- | -------------------------------------------------- | ------- | -------------------------------------------------- | ------- |
| 100 m gyorsúszás Döntő: augusztus 15.           | Csik Ferenc BEAC                                                          | 1:00,2  | Gróf Ödön Újpesti TEKőrösi István Újpesti TE       | 1:01,2  |                                                    |         |
| 200 m gyorsúszás Döntő: augusztus 14.           | Gróf Ödön Újpesti TE                                                      | 2:16,6  | Csik Ferenc BEAC                                   | 2:16,8  | Kőrösi István Újpesti TE                           | 2:19,2  |
| 400 m gyorsúszás Döntő: augusztus 17.           | Gróf Ödön Újpesti TE                                                      | 4:57,2  | Lengyel Árpád BEAC                                 | 5:07,2  | Kuhinka Vilmos MOVE Eger SE                        | 5:08,0  |
| 800 m gyorsúszás Döntő: június 27.              | Gróf Ödön Újpesti TE                                                      | 10:18,2 | Freese SV Bremen                                   | 10:53,4 | Péczely A. BBTE                                    | 11:02,6 |
| 1500 m gyorsúszás Döntő: augusztus 20.          | Gróf Ödön Újpesti TE                                                      | 20:18,0 | Kuhinka Vilmos MOVE Eger SE                        | 20:39,6 | Páhok István MTK                                   | 22:22,0 |
| 100 m hátúszás Döntő: augusztus 14.             | Lengyel Árpád BEAC                                                        | 1:12,0  | Heiser Jenő MOVE Eger SE                           | 1:15,2  | Somogyi M. Ferencvárosi TC                         | 1:15,6  |
| 200 m hátúszás Döntő: augusztus 15.             | Lengyel Árpád BEAC                                                        | 2:38,0  | Heiser Jenő MOVE Eger SE                           | 2:45,0  | Somogyi M. Ferencvárosi TC                         | 2:48,8  |
| 100 m mellúszás Döntő: augusztus 14.            | Engel György Szegedi UE                                                   | 1:14,6  | Barócsy Sándor MOVE Eger SE                        | 1:16,0  | Vágó Imre Újpesti TE                               | 1:16,4  |
| 200 m mellúszás Döntő: augusztus 20.            | Fábián Dezső Magyar AC                                                    | 2:51,6  | Engel György Szegedi UE                            | 2:52,4  | Doszpoly D. BEAC                                   | 2:56,2  |
| 300 m vegyes úszás Döntő: december 19.          | Csik Ferenc BEAC                                                          | 4:13,6  | Makláry L Magyar AC                                | 4:27,0  | Végházi Richárd BBTE                               | 4:31,8  |
| folyambajnokság Döntő: augusztus 26.            | Halassy Olivér Újpesti TE                                                 | 40:20   | Nagyiványi L Újpesti TE                            | 40:31   | Páhok István MTK                                   | 40:34   |
| folyambajnokság csapat Döntő: augusztus 26.     | Újpesti TE Halassy Olivér Nagyiványi L. Schäffer Kőrösi István Szigeti I. | 24 pont | MTK Páhok István Vadas I. Tibor Vadas II Karinthy  | 76 pont | Újpesti TE B Vágó II. Gyóji Dadai Weinstein Karika | 80 pont |
| 4 × 100 m gyorsváltó Döntő: augusztus 11.       | Újpesti TE Boros Nagy Kőrösi István Gróf Ödön                             | 4:12,2  | BEAC Zábrák Dienes Lengyel Árpád Kiss              | 4:18,8  | Magyar AC Kánásy Gyula Gróf I. Makláry Gyulay      | 4:21,8  |
| 4 × 200 m gyorsváltó Döntő: augusztus 18.       | BEAC Dienes Kiss Lengyel Árpád Csik Ferenc                                | 9:31,6  | Újpesti TE Nagy Nagyiványi Kőrösi István Gróf Ödön | 9:40,4  | MOVE Eger SE Baranyai Kertai Heiser Kuhinka        | 10:05,8 |
| vegyes váltó 100 m hát, 200 m mell, 100 m gyors | BEAC A Lengyel Árpád Csik Ferenc Kiss                                     | 5:15,6  | BEAC B Lengvári II. Doszpoly Dienes                | 5:22,8  | Magyar AC Kánásy Gyula Fábián Dezső Makláry        | 5:26,2  |

### Nők
| Versenyszám                                 | Arany                                                  | Arany  | Ezüst                                  | Ezüst   | Bronz                        | Bronz   |
| ------------------------------------------- | ------------------------------------------------------ | ------ | -------------------------------------- | ------- | ---------------------------- | ------- |
| 100 m gyorsúszás Döntő: augusztus 14.       | Harsányi Vera Budapest SE                              | 1:08,8 | Ács Ilona Budapest SE                  | 1:09,0  | Biró Ágnes TFSC              | 1:15,6  |
| 200 m gyorsúszás Döntő: augusztus 17.       | Harsányi Vera Budapest SE                              | 2:36,4 | Ács Ilona Budapest SE                  | 2:46,4  | Biró Ágnes TFSC              | 2:55,8  |
| 400 m gyorsúszás Döntő: augusztus 15.       | Harsányi Vera Budapest SE                              | 5:52,2 | Ács Ilona Budapest SE                  | 6:02,8  | Győrffy Irén Budapest SE     | 6:24,2  |
| 100 m hátúszás Döntő: augusztus 17.         | Győrffy Irén Budapest SE                               | 1:26,2 | Ács Ilona Budapest SE                  | 1:30,4  | Bán Mária Budapest SE        | 1:35,0  |
| 200 m mellúszás Döntő: augusztus 15.        | Szigethy Wargha Emőke Budapest SE                      | 3:16,4 | Hetényi Magda III. kerületi TVE        | 3:21,0  | Hideg Katalin Budapest SE    | 3:21,2  |
| 150 m vegyes úszás Döntő: december 12.      | Ács Ilona Budapest SE                                  | 2:12,4 | Győrffy Irén Budapest SE               | 2:19,8  | Szabó Ágnes Ferencvárosi TC  | 2:30,2  |
| folyambajnokság Döntő: augusztus 26.        | Szabó Ágnes Ferencvárosi TC                            | 46:21  | Lovász Margit Budapest SE              | 46:55   | Bábel Zsófia Ferencvárosi TC | 46:58   |
| folyambajnokság csapat Döntő: augusztus 26. | Ferencvárosi TC Szabó Ágnes Bábel Zsófia Zákonyi       | 9 pont | Budapest SE Lovász Margit Kálder Varga | 17 pont | Magyar UE Jávor Magda        | 26 pont |
| 4 × 100 m gyors váltó Döntő: augusztus 14.  | Budapest SE Hideg Katalin Ács Ilona Harsányi Vera Sóti | 5:21,8 | Ferencvárosi TC                        | 6:02,8  |                              |         |